# Nicola Porpora
Nicola Antonio Giacinto Porpora, talvolta indicato anche come Nicolò o Niccolò (Napoli, 17 agosto 1686 – Napoli, 3 marzo 1768), è stato un compositore e maestro di canto italiano.
Fu uno dei più celebri compositori della sua epoca soprattutto per quanto riguarda l'ambito operistico.

## Biografia
Nicola Porpora nacque a Napoli, nel 1687 secondo certi biografi, nel 1685 secondo altri, o il 17 agosto 1686, secondo l'opinione del marchese di Villarosa, che aveva tratto la data dai registri della chiesa di San Gennaro all'Olmo dove Porpora fu battezzato.
Ciò nonostante, da una lettera scritta a Napoli al padre Martini da Giuseppe Tibaldi, il 16 aprile 1760, si apprende che Porpora avrebbe avuto allora ottantasei anni, il che fa risalire la sua nascita al 1674. Suo padre, libraio, gravato da una numerosa famiglia, prese la risoluzione di far studiare la musica a questo bambino e ottenne la sua ammissione al conservatorio di Santa Maria di Loreto.
I suoi maestri in questa scuola furono Gaetano Greco, il padre Gaetan de Pérouse e Francesco Manna. Burney mette anche Alessandro Scarlatti tra questi.
Uscito dal conservatorio con più anni di studio sulle spalle, Porpora cominciò la sua carriera di compositore con l'opera: Basilio re di Oriente al teatro dei Fiorentini, nuovamente ricostruito. Sulla partitura di quest'opera Porpora si fregiava del titolo di maestro di cappella dell'ambasciatore del Portogallo.

### A Roma per "Berenice"
Nel 1710 fu chiamato a Roma per scrivere la Berenice, opera in tre atti che fu favorevolmente accolta dal pubblico. Händel, che si trovava a Roma quando quest'opera venne rappresentata, rese giustizia al merito della musica di Porpora, e, cosa che faceva di rado, si complimentò con l'artista napoletano per il suo successo. Questi due uomini, notevoli, ognuno nel proprio genere, non prevedevano allora che più tardi sarebbero divenuti nemici inconciliabili.
Di ritorno a Napoli, Porpora compose per l'antico teatro San Bartolomeo, l'opera in tre atti Flavio Anicio Olibrio, rappresentata nel mese di dicembre 1711. Dopo quest'opera il compositore scrisse molte messe, salmi e mottetti per la maggior parte delle chiese della città. Tra i suoi talenti, possedeva in alto grado quello dell'insegnamento del canto, tanto da aprire, in quest'epoca, una scuola divenuta poi celebre nella quale si formarono Carlo Broschi detto il Farinelli, Gaetano Majorana conosciuto come Caffarelli, Hubert, detto il Porporino , dal nome del suo maestro, Salimbeni, la Molteni e molti altri che furono i più grandi cantanti del XVIII secolo. Farinelli era incomparabile soprattutto nel canto di bravura e nella vocalizzazione brillante.
Nel 1719 Porpora diede al teatro San Bartolomeo l'opera Faramondo che riscosse un grande consenso. Nello stesso anno fu nominato maestro del conservatorio degli poveri di Gesù Cristo . Chiamato a Roma vi compose l'opera Eumene, nel 1721, rappresentata al teatro Aliberti con successo grandissimo. Nuovamente a Napoli nel 1722 Porpora scrisse l'oratorio Il martirio di Santa Eugenia che fu considerata come una delle sue più belle produzioni.
La sua reputazione come professore di composizione eguagliava quella che aveva acquisito a giusto titolo in qualità di maestro di canto. Fu a lui che, nel 1724, al suo arrivo a Napoli, Hasse si rivolse per dirigerlo nei suoi studi, ma essendo stato presentato in seguito ad Alessandro Scarlatti, ne risultò tra loro un dissapore che si accrebbe col passar del tempo.

### "Imeneo" per Farinelli
L'anno 1723 fu caratterizzato da un'attività febbrile, poiché scrisse, per le nozze del principe di Montemiletto una cantata che aveva per titolo L'Imeneo nella quale cantò il suo allievo Farinelli, poi Amare per regnare opera rappresentata al teatro San Bartolomeo.Per il Carnevale del 1723 due grandi interpreti, Farinelli e Domenico Gizzi, Virtuoso della Real Cappella di Napoli, cantarono con grande successo nel dramma per musica di Porpora Adelaide rappresentata al Teatro Alibert di Roma.
Sempre in quell'anno il maestro compose una messa a cinque voci.
Nel 1725 Porpora fece un viaggio a Vienna dove fece ascoltare alla corte reale alcuni brani delle sue opere, che non furono però apprezzati. L'imperatore Carlo VI, che non amava gli ornamenti del canto italiano e che aveva particolarmente in avversione i trilli e i mordenti, di cui Porpora faceva largo uso nelle sue composizioni, non gli diede l'incarico di scrivere alcuna opera. Al ritorno da questo viaggio, si fermò a Venezia dove fu ingaggiato per comporre l'opera Siface nel 1726 al teatro di San Giovanni Crisostomo. Il successo che ottenne gli valse il posto di maestro del Conservatorio degli incurabili. Sempre a Venezia, fece rappresentare, nello stesso anno, Imeneo in Atene e, nel 1727, Arianna e Teseo che fu giudicata una delle sue migliori opere. Fu a Venezia, e nella stessa epoca, che scrisse per gli allievi del suddetto conservatorio, dodici belle cantate la cui prima edizione comparve a Londra nel 1735.

### Alla corte di Sassonia
Nel 1728 Porpora fu invitato a Dresda per insegnare canto alla principessa elettrice di Sassonia Maria Antonietta. Passando per Vienna, vi si fermò per qualche tempo, nella speranza di far ricredere l'imperatore sulla qualità della sua musica e di ricevere qualche ricompensa di cui aveva bisogno, essendo partito da Venezia con una borsa molto leggera, ma per lungo tempo cercò invano l'occasione di far eseguire qualcosa di suo nella cappella reale, e si sarebbe trovato anche nell'impossibilità di procurarsi da vivere se l'ambasciatore di Venezia non lo avesse ospitato presso di lui e non gli avesse fatto ottenere il favore di poter scrivere un oratorio per il servizio dell'imperatore.
Porpora si accinse quindi a questa composizione per la quale gli era stato raccomandato di moderarsi nell'uso degli abbellimenti. L'imperatore, assistendo ad una delle prove, fu affascinato di trovare uno stile semplice dove non appariva un solo ornamento che non gli piacesse, ma il compositore aveva preparato per la fine una sorpresa che non si aspettava, e che ebbe il successo previsto da Porpora. Il tema della fuga finale cominciava con quattro note ascendenti sulle quali aveva messo un trillo, questa serie di trilli, ripetuta a tutte le entrate dalle diverse voci, divenne una buffonaggine delle più piacevoli quando, nello stretto, tutte le voci fecero sentire una lunga serie di trilli che si riprendevano scambievolmente. Sebbene di carattere molto serioso, l'imperatore fu preso da un riso incontenibile e lo ricompensò lautamente.
Arrivato a Dresda, Porpora vi fu ben accolto e ben presto godette di un favore senza limiti presso la principessa elettrice (Maria Antonietta Walpurgis), che apprese da lui non solo l'arte del canto ma anche quella della composizione.
Quando Hasse si ritrovò alla corte di Sassonia, nel 1730, vi trovò Porpora in possesso della direzione della musica della corte e fu allora che gli diede testimonianza di un'ingratitudine che si era già manifestata a Napoli. Nel 1729 il maestro italiano aveva ottenuto un congedo per andare a Londra a dirigere l'opera italiana creata in contrapposizione a quella di Händel, ma prima di recarvisi si fermò lungo la strada a Venezia, dove fece rappresentare, con grande successo, la Semiramide riconosciuta.

### Londra
Arrivato a Londra, nel mese di aprile, prese possesso del suo nuovo incarico di direttore dell'opera italiana, sorta nel tentativo di far soccombere Händel che sosteneva in proprio le spese dei suoi spettacoli. Delle perdite considerevoli si registrarono da ambedue le parti e a un certo punto Porpora comprese che, per avere un vantaggio sull'avversario, avrebbe dovuto chiamare a Londra Farinelli e, tornato a Dresda, negoziò l'affare, riportando con sé il cantante, grazie al quale, insieme con il Senesino, trionfò su Händel. Porpora allora domandò e ottenne la remissione del suo ingaggio con la corte di Sassonia e dimorò per parecchi anni nella capitale inglese.
Vi pubblicò un libro di sue eccellenti cantate e dei trii di violino e basso sotto il titolo di Sinfonie, opera di una concezione tanto debole quanto l'altra era rimarchevole. Abituata alla musica nervosa e piena di invenzione di Händel, la nazione inglese non gustava le opere drammatiche di Porpora il cui stile, benché pieno di melodia, mancava di calore e di novità. Ma la grande reputazione, di cui godeva a Londra come maestro di canto, avrebbe potuto fare la sua fortuna se la sua ambizione di artista si fosse limitata a impartire lezioni di quest'arte che possedeva come pochi.
Nel maggio 1736 avviene la prima della serenata La festa d'Imeneo con testo di Paolo Rolli con Francesco Bernardi "Senesino" al His Majesty's Theatre.

### Venezia e Vienna
Nel 1731 e nel 1733, fece tappa a Venezia per farvi rappresentare le opere Annibale e Mitridate. 
Il 29 dicembre 1733 mette in scena la première di Arianna in Nasso con Francesca Cuzzoni-Sandoni e Francesco Bernardi al Lincoln's Inn Fields per l'inaugurazione dell'Opera della Nobiltà.
Nel 1736 sembrò allontanarsi dall'Inghilterra per stabilirsi a Venezia dove, in quello stesso anno, diede la sua opera Rosdale. Dopo questa data se ne persero le tracce fino al 1744, in occasione della rappresentazione dell'opera Le nozze di Ercole ed Ebe e uno Stabat Mater per due soprani e due contralti nel 1745.
Un gentiluomo veneziano chiamato Cornero fu mandato in quell'epoca a Vienna. Conosceva una donna appassionata follemente di musica la quale ottenne da lui che richiamasse in quella città il vecchio maestro da cui non voleva separarsi e così, per la terza volta, Porpora rivide la capitale dell'Austria.
Vi trascorse diversi anni e fu proprio in quel terzo soggiorno che Haydn lo conobbe e ne ricevette dei consigli. Fu senza dubbio grazie alla generosità dell'ambasciatore di Venezia che Porpora ebbe i mezzi per pubblicare le sue Sonate XII di violino e basso (dedicate a S.A.R. la principessa elettrice di Sassonia Maria Antonietta Walpurgis di Baviera da Niccolò Porpora maestro di cappella di S.M. il re di Polonia. In Vienna d'Austria, 1754. Si vendono dal signor Frederico Bernardi, libraro della corte imperiale.
Nell'epistola dedicatoria di quest'opera il compositore dice di aver fatto uso dei generi diatonico, cromatico ed enarmonico.
Si ignora in quale anno lasciò Vienna per tornare a Napoli, ma tutto porta a credere che ciò sia avvenuto tra il 1755 e il 1760. Nel 1740 fece rappresentare la sua ultima opera Il trionfo di Camilla con Anna Maria Strada, Francesco Bernardi ed Angelo Amorevoli al Teatro San Carlo di Napoli.

### L'ultima composizione
L'ultima composizione in assoluto di Porpora fu una musica per la festa del sangue di San Gennaro eseguita nella cattedrale di Napoli nel 1765.
Lo storico della musica Burney, che visitò Napoli poco dopo la sua morte, dice che i suoi ultimi anni trascorsero nella miseria più nera, le sue infermità gli impedivano spesso di dare lezioni che erano la sua unica risorsa. Si fa fatica a comprendere che sia stato così, visto che in quegli anni occupava il posto di maestro del conservatorio di Sant'Onofrio e quello di direttore della cattedrale di Napoli. Tuttavia, l'asserzione di Burney trova conferma nel marchese di Villarosa secondo cui i musicisti di Napoli dovettero tassarsi per pagare i suoi funerali che ebbero luogo nella chiesa dell'Ecce Homo.
Porpora morì nel febbraio del 1766, per un male che gli era sopravvenuto alle gambe (nel 1767 secondo il marchese di Villarosa e secondo altri il 3 marzo del 1768). Porpora non visse quindi fino all'età di 90 anni come vorrebbe Burney, né fino a 92 come scrive Gerbert, ma solo fino a 80 e alcuni mesi.

## Considerazioni sull'artista
Buona parte della critica tardo-settecentesca e ottocentesca ha espresso dei giudizi negativi sulla musica di Porpora, denunciandone lo stile povero di inventiva e ripetitivo. In tempi più moderni, diversi critici (fra cui H. Leichtentritt, R. Moser, A. Schenck, R. Rolland) hanno intrapreso una rivalutazione della sua opera, mettendone in risalto l'eleganza formale e la ricchezza delle parti vocali; queste in particolare rivelano il «privilegio dato al virtuosismo» e la «sapientissima disposizione espressiva degli elementi del repertorio vocale: trilli, gorgheggi, cromatismi a piccoli valori, varie combinazioni delle fioriture scritte producono un'efficace effusione lirica.»
Nella partitura di Meride e Selinunte ci sono 29 arie e un solo coro finale di 21 misure: di queste, otto sono in Fa maggiore, di cui sette a quattro tempi su un tempo di allegro e una di tre misure con basso e viola obbligata.
Nella sua gioventù, Porpora aveva molta gaiezza, spirito e la risposta pronta, ma, divenuto vecchio, aveva spesso degli eccessi di cattivo umore che la sua estrema miseria faceva scusare. Era istruito nelle lettere latine e italiane, coltivava con successo la poesia e parlava con facilità francese, tedesco e inglese.
Porpora venne rappresentato da George Sand nel romanzo Consuelo come il maestro generoso della protagonista, una zingarella spagnuola in Venezia dotata di splendida voce.

## Opere
- Basilio, re di Oriente
- Berenice
- Calcante ed Achille
- Flavio Anicio Olibrio (Roma, 1722)
- Faramondo
- Eumene
- L'Imeneo
- Issipile
- Adelaide, libretto di Antonio Salvi (Roma, 1723) con Farinelli nel ruolo della protagonista
- Siface (Milano, Teatro Ducale 1725)
- Imeneo in Atene
- Meride e Selinunte (Venezia, Teatro San Giovanni Grisostomo 1726)
- Ezio, libretto di Pietro Metastasio (Venezia, Teatro San Giovanni Grisostomo di Venezia 1728) con Giuseppe Maria Boschi, Domenico Gizzi e Nicolò Grimaldi
- Semiramide riconosciuta, libretto di Metastasio (Venezia, Teatro San Giovanni Grisostomo di Venezia 1729) con Farinelli, Grimaldi, Gizzi e Boschi
- Ermenegilda
- Tamerlano
- Alessandro nelle Indie
- Annibale
- Germanico in Germania (Roma, 1732)
- Arianna in Nasso (Londra, 1733)
- Ferdinando
- Lucio Papirio (Venezia, 1737)
- Carlo il Calvo (Roma 1738)
- Rosbale
- Temistocle
- Le nozze di Ercole ed Ebe
- Il trionfo di Camilla
- Statira
- Polifemo, libretto di Paolo Rolli (Londra, His Majesty's Theatre 1735) per l'Opera della Nobiltà, con Farinelli
- Ifigenia in Aulide, libretto di Paolo Rolli (Londra, His Majesty's Theatre 1735) per l'Opera della Nobiltà
- Mitridate, libretto di Colley Cibber (Londra, His Majesty's Theatre 1736) per l'Opera della Nobiltà
- Rosmene
- Partenope
- Didone
- Agrippina, libretto di Giuseppe Domenico de Totis con prologo e modifiche di Nicolò Giuvo (Napoli, 1708)[4]
- Angelica e Medoro
- Gli orti Esperidi
- Tiridate, libretto di Pietro Metastasio (Napoli, Teatro San Carlo 1740) con Anna Maria Strada e Caffarelli

## Oratori
- Gedeone
- Il martirio di Santa Eugenia
- I martìri di San Giovanni Nepomuceno
- Il verbo incarnato
- Davide
- Il trionfo della divina giustizia

## Musica strumentale
- 6 sinfonie da camera a 3, op. 2 (1736, Londra)
- 6 sonate per 2 violini, 2 violoncelli e basso continuo (clavicembalo) (1745, Londra)
- 12 sonate per violino e basso (1754, Vienna)
- Ouverture roiale per orchestra (1763)
- Concerto in sol maggiore per violoncello e archi
- Concerto in la minore per violoncello, archi e b.c.
- Sinfonia in do maggiore per violoncello, archi e b.c.
- Concerto per flauto e archi
- Sonata in fa maggiore per violoncello e basso continuo
- 2 fughe per clavicembalo

## Discografia
- Nella Anfuso - Nicolò Porpora, CD Stilnovo 8810 - Cantate (1735)
- Guy Delvaux - Nicolò Porpora, CD Nuova Era 7147 - 6 Sinfonie Da Camera Op.2